# Torneo de Halle 2015
El Gerry Weber Open 2015 es un torneo de tenis jugado en césped al aire libre. Esta fue la 23.ª edición del Gerry Weber Open, y forma parte de la gira mundial ATP World Tour 2015 en la categoría ATP 500 series. Se llevó a cabo en Halle, Alemania, del 15 de junio al 21 de junio de 2015.

## Cabezas de serie

### Individual
| Tenista       | Ranking | Preclasificada |
| Roger Federer | 2       | 1              |
| Kei Nishikori | 5       | 2              |
| Tomáš Berdych | 6       | 3              |
| Gaël Monfils  | 16      | 4              |
| Tommy Robredo | 20      | 5              |
| Pablo Cuevas  | 23      | 6              |
| Bernard Tomic | 24      | 7              |
| Ivo Karlović  | 27      | 8              |

- Ranking del 8 de junio de 2015

### Dobles
| Tenista                       | Ranking | Preclasificada |
| Bob Bryan Mike Bryan          | 2       | 1              |
| Jean-Julien Rojer Horia Tecău | 15      | 2              |
| Rohan Bopanna Florin Mergea   | 34      | 4              |
| Pablo Cuevas David Marrero    | 52      | 5              |

## Campeones

### Individual masculino
Roger Federer venció a  Andreas Seppi por 7-6(1), 6-4

### Dobles masculino
Raven Klaasen /  Rajeev Ram vencieron a  Rohan Bopanna /  Florin Mergea por 7-6(5), 6-2